# Amoníaco
O amoníaco (português europeu) ou amônia (português brasileiro) é um composto químico constituído por um átomo de nitrogênio (N) e por três átomos de hidrogênio (H). Estes átomos distribuem-se numa geometria molecular piramidal trigonal e a fórmula química do composto é NH3. 

## Geometria
A molécula não é plana, apresentando geometria piramidal com angulação de aproximadamente 107,8º. Esta geometria ocorre devido à formação de orbitais híbridos sp³. Em solução aquosa (amónia), comporta-se como uma base, originando um Íon amónio, NH4+, com um átomo de hidrogênio em cada vértice do tetraedro. 

Uma molécula de amônia com representação de suas nuvens eletrônicas

## Obtenção
Atualmente, o processo de Haber-Bosch (cujo desenvolvimento valeu a Fritz Haber e a Carl Bosch o Prémio Nobel da Química de 1918 e 1931, respectivamente) é o mais importante método de obtenção de amoníaco. Neste processo os gases nitrogênio e hidrogênio são combinados diretamente a uma pressão de 20 MPa e a uma temperatura de 500 °C, utilizando o ferro como catalisador. A reação de síntese do amoníaco pode ser representada quimicamente por:
N2(g) + 3 H2(g) ⇄ 2 NH3(g)
A reação é uma reação de equilíbrio químico altamente exotérmica no sentido direto (direção de produção de amoníaco).
Para a reação, o nitrogênio é obtido do ar atmosférico, previamente destilado fracionadamente e o hidrogênio é produzido a partir do gás natural.
O amoníaco pode ser, também, produzido através da reação do sal amoníaco com hidróxido de sódio, seguida de um aquecimento para que se liberte o amoníaco, sob a forma de gás. A reação do processo está descrita abaixo:
NH4Cl(aq) + NaOH(aq) → NH4OH(aq) + NaCl(aq)
NH4OH(aq)  + CALOR  →   NH3(g)  +  H2O(g)

## Aplicações
Muito usado em ciclos de compressão (refrigeração) devido ao seu elevado calor de vaporização e temperatura crítica. Também é utilizado em processos de absorção em combinação com a água.[carece de fontes?]
O amoníaco e os seus derivados (ureia, nitrato de amônio, entre outros) são usados na agricultura, como fertilizantes e encontram-se, geralmente, na composição de produtos de limpeza. Outro importante derivado do amoníaco é o ácido nítrico.

### Amoníaco na refrigeração
O amoníaco utiliza-se como refrigerante há mais de 120 anos e, por isso, as suas propriedades e aplicações são bastante conhecidas. No entanto, é devido a certos inconvenientes que esta substância apresenta, no que respeita à segurança, quanto ao uso do amoníaco, limita-se exclusivamente a grandes fábricas e indústrias que necessitam do uso deste composto.

#### História
O amoníaco foi reconhecido como refrigerante em 1860 quando o francês Ferdinand Carré criou um sistema de refrigeração do tipo “absorção”, onde se utilizava o amoníaco como refrigerante e a água como agente de absorção. Aproximadamente uma década depois, o americano David Byle desenvolveu um compressor que se podia usar com amoníaco.
Ambas estas técnicas se vieram a desenvolver posteriormente, sendo que a estrutura básica do compressor elaborada em 1870 ainda se utiliza e está diretamente relacionada com a refrigeração atual do amoníaco.
É de salientar que a amônia foi substituída pelos clorofluorcarbonetos (CFC's) nos anos trinta do século XX, pois o seu destino era outro. Servia para o combate, nomeadamente na fabricação de armas e explosivos. Mas recentemente voltou a ganhar “o papel principal” nos processos de arrefecimento, pois os CFCs causam um enorme dano à camada de ozônio.

#### Vantagens
Como fluido usado na refrigeração, o amoníaco apresenta numerosas características e vantagens, sendo as mais importantes as seguintes:
- Possui boas propriedades termodinâmicas, de transferência, de calor e de massa, em particular dentro das condições definidas pelos serviços e o rendimento das máquinas utilizando amoníaco é dos melhores.
- É quimicamente inerte para os elementos dos circuitos frigoríficos, com exceção do cobre.
- O amoníaco não se mistura com o óleo lubrificante.
- É facilmente detectável em caso de fuga por apresentar um odor pungente muito característico, desta forma, é muito difícil ter uma falha de circuito.
- O amoníaco é fabricado para muitos mais usos além da refrigeração, o que permite a manutenção do seu preço baixo e acessível. Em qualquer caso, o preço do amoníaco é muito inferior ao custo total da maioria dos outros refrigerantes e para além disso, quantidades inferiores permitem o mesmo efeito.

Estas características fazem com que o amoníaco entre num mercado muito competitivo em termos de empresas, fábricas e máquinas de refrigeração.

## O amoníaco e o ser humano
O amoníaco é utilizado em circuitos frigoríficos há mais de um século, em máquinas de compressão mecânica de potências médias e grandes (estima-se que no Mundo inteiro existam 300.000 instalações a compressão de amoníaco), e em máquinas frigoríficas de pequenas potências (refrigeradores e frigoríficos domésticas) e a grande potência (em especial para a recuperação de calor industrial).
O amoníaco é uma substância produzida em grandes quantidades por sociedades químicas.
Fica queimado quando a condensação do ar atinge valores entre 16 e 25% e é inflamável quando atinge a temperatura de 651 °C.
Estes dois valores mostram que o risco de inflamação da amônia é muito limitado.
São estas características que fazem do amoníaco uma substância muito útil na área da refrigeração.
A título de curiosidade pode também referir-se que o amoníaco está também presente nos sistemas de refrigeração e controle térmico nas estações espaciais.
Apesar das vantagens, o amoníaco apresenta também alguns riscos:
- Ingestão: perigoso. Os sintomas incluem náusea e vômitos, causando danos aos lábios, boca e esôfago.
- Inalação: os vapores são extremamente irritantes e corrosivos.
- Pele: soluções concentradas podem produzir queimaduras severas e necroses.
- Olhos: pode causar danos permanentes, inclusive em quantidades pequenas.
- Urina humana: a urina é normalmente estéril quando é expelida e tem apenas um vago odor. O cheiro desagradável de urina deteriorada deve-se à ação de bactérias que provocam libertação de amônia.

## Meio ambiente
O amoníaco é facilmente biodegradável. As plantas o absorvem com muita facilidade, sendo um nutriente muito importante como fornecedor de nitrogênio para produção de compostos orgânicos nitrogenados e oxigênio. Em concentrações muito altas, por exemplo, na água de consumo, pode causar danos graves, já que o amoníaco interfere no transporte do oxigênio pela hemoglobina, entre outros efeitos nefastos. Os organismos necessitam, nesse caso, de manter uma baixa concentração de amoníaco que, caso contrário torna-se particularmente tóxico.